# Am Rauhensee bei Steinheim
Am Rauhensee bei Steinheim ist ein Naturschutzgebiet auf dem Gebiet der Stadt Hanau im Main-Kinzig-Kreis in Hessen. Das Naturschutzgebiet liegt südwestlich des Hanauer Stadtteils Steinheim, südlich der Kreisstraße 213 und westlich der B 45.

## Bedeutung
Das 4,48 ha große Gebiet mit der Kennung 1435009 ist seit dem Jahr 1977 als Naturschutzgebiet ausgewiesen. Das Naturschutzgebiet besteht aus einer ehemaligen Tongrube und dessen Umgebung.